# アリア・ウォーレス
アリア・ウォーレス（Aria Wallace、1996年11月3日 - ）は、アメリカ合衆国の女優。

## 出演作品
- パーフェクト・マン ウソからはじまる運命の恋
- デスパレートな妻たち